# Rosa Luxemburg
Rosa Luxemburg (tiếng Ba Lan: [ˈruʐa ˈluksɛmburk] ⓘ; tiếng Đức: [ˈʁoːza ˈlʊksəmbʊʁk] ⓘ; tiếng Ba Lan: Róża Luksemburg; hoặc Rozalia Luksenburg; 5 tháng 3 năm 1871 – 15 tháng 1 năm 1919) là một nhà kinh tế học Mác xít, nhà hoạt động chống chiến tranh, nhà triết học và nhà cách mạng xã hội chủ nghĩa người Ba Lan. Bà cũng là thành viên của Đảng Dân chủ Xã hội Vương quốc Ba Lan và Litva (SDKPiL), Đảng Dân chủ Xã hội Đức (SPD), Đảng Dân chủ Xã hội Độc lập (USPD) và Đảng Cộng sản Đức (KPD). Sinh ra và lớn lên ở Ba Lan, bà trở thành công dân Đức vào năm 1897.
Sau khi SPD ủng hộ Đức tham gia Thế chiến thứ nhất vào năm 1915, Luxemburg và Karl Liebknecht đã đồng sáng lập Liên đoàn Spartakus phản chiến (Spartakusbund), tiền thân của KPD. Trong Cách mạng Tháng Mười một, bà đồng sáng lập tờ báo Die Rote Fahne (Lá cờ đỏ), cơ quan trung tâm của phong trào Spartacus. Mặc dù Luxemburg xem cuộc nổi dậy của những người theo chủ nghĩa Spartacus vào tháng 1 năm 1919 là một sai lầm, nhưng bà vẫn ủng hộ nỗ lực lật đổ chính phủ và bác bỏ mọi giải pháp thương lượng. Chính phủ SPD của Friedrich Ebert đã đè bẹp cuộc nổi dậy và Spartakusbund bằng cách sử dụng đội quân Freikorps, các nhóm bán quân sự do chính phủ tài trợ, chủ yếu là các cựu chiến binh trong Thế chiến thứ nhất. Luxemburg và Liebknecht đã bị Quân đội Freikorps bắt giữ và hành quyết trong cuộc nổi dậy này.
Do Luxemburg đã từng thẳng thắn chỉ trích cả chủ nghĩa Lenin và các trường phái dân chủ xã hội ôn hòa hơn về chủ nghĩa xã hội, nên một phần nào đó, bà đã có được sự đón nhận khá trái chiều từ các học giả và nhà lý luận cánh tả. Tuy nhiên, Luxemburg và Liebknecht lại được chính quyền cộng sản Đông Đức tôn sùng như những liệt sĩ cộng sản. Văn phòng Bảo vệ Hiến pháp Liên bang Đức khẳng định rằng việc thần tượng hóa Luxemburg và Liebknecht là một truyền thống quan trọng của người Đức cực tả. Cũng vì lập trường chống lại việc thành lập một nhà nước Ba Lan tư sản của Luxemburg, sự phản đối từ PPS, cộng thêm những lời chỉ trích từ những người theo chủ nghĩa Stalin sau này đã khiến bà trở thành nhân vật lịch sử gây tranh cãi trong diễn ngôn chính trị ngày nay của Ba Lan.

## Cuộc đời

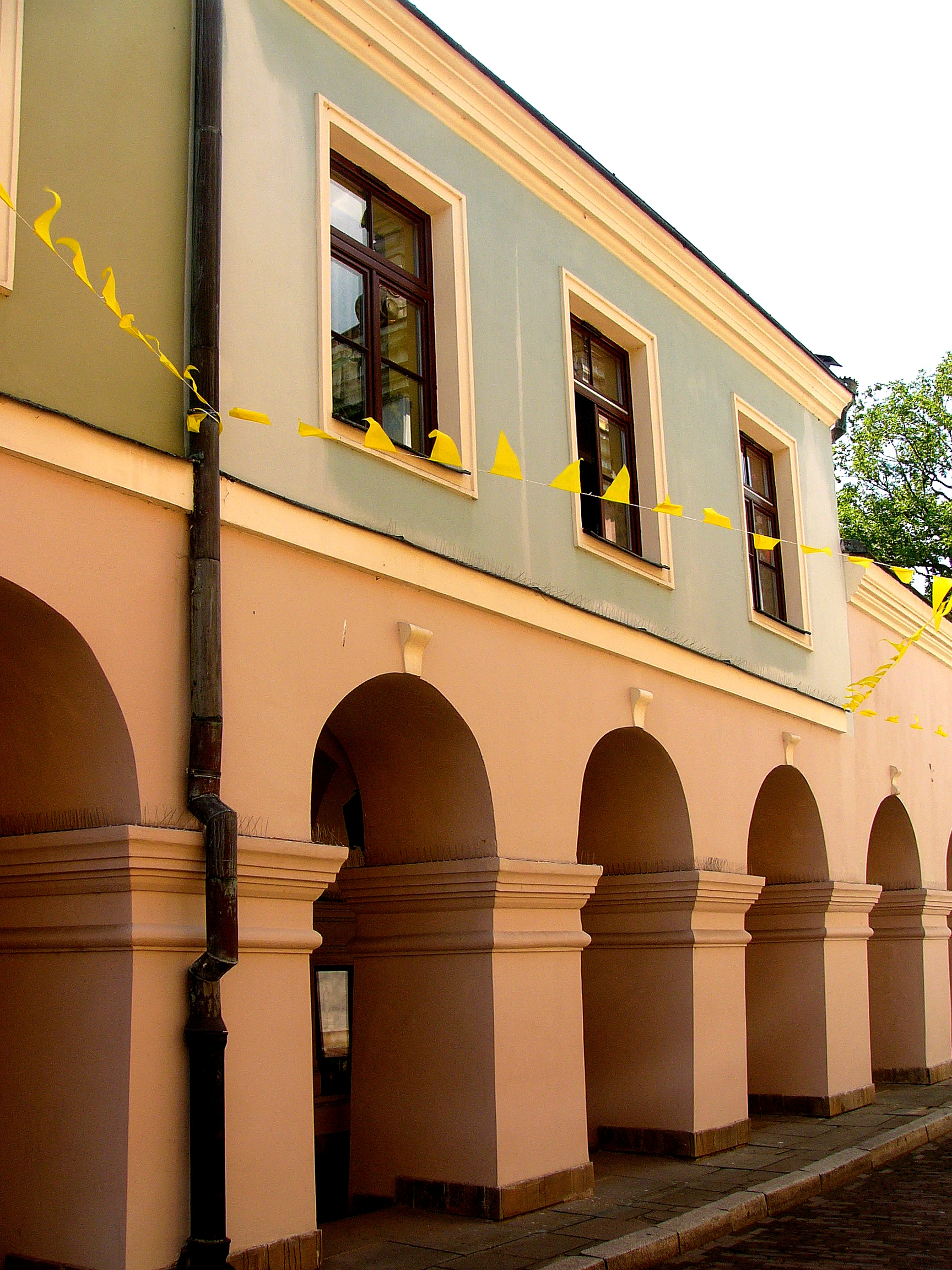
Nơi sinh của Luxemburg ở Zamość, Ba Lan

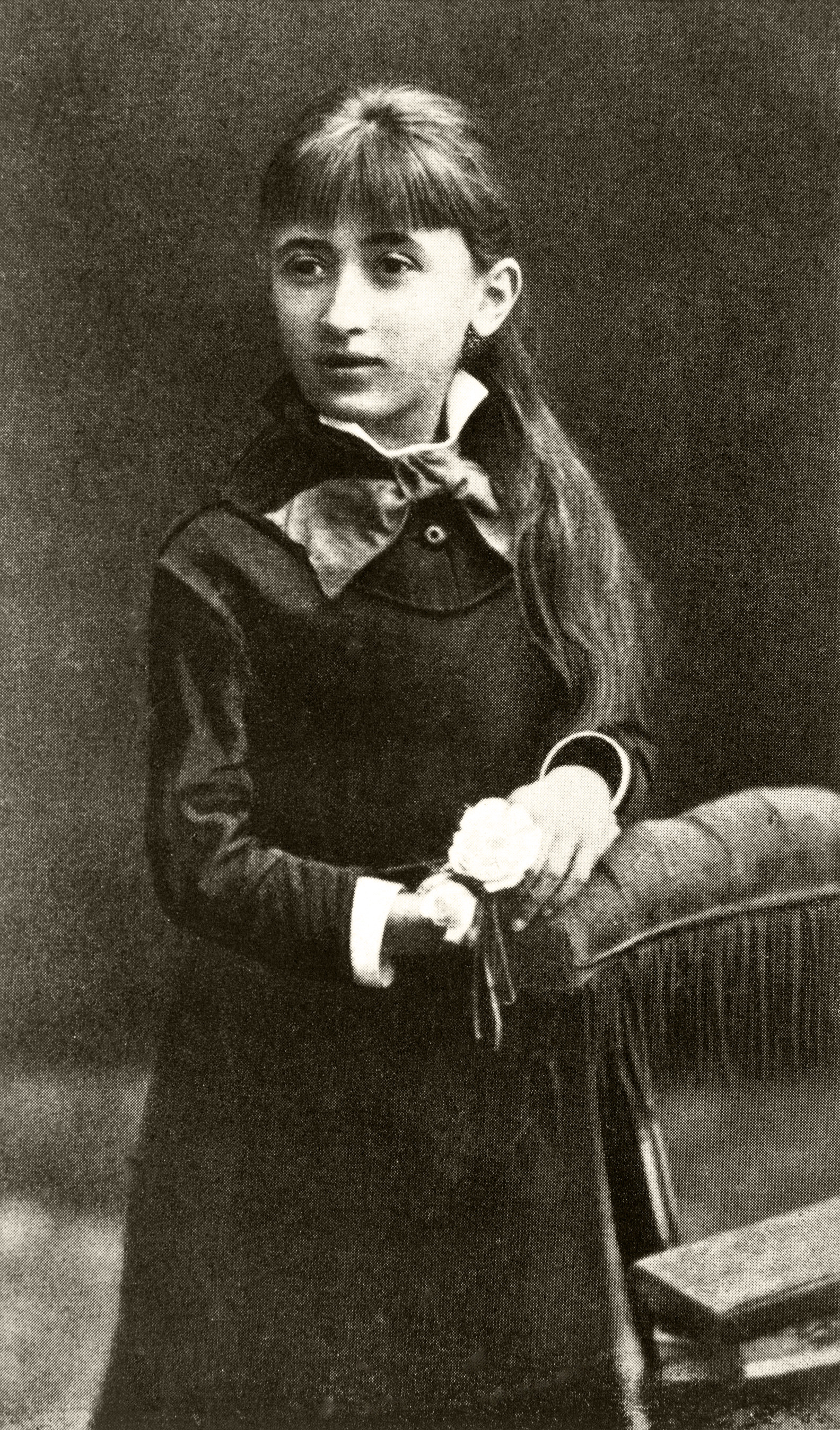
Rosa Luxemburg vào năm 12 tuổi

### Gốc gác
Róża Luksemburg, tên khai sinh là Rozalia Luksenburg, sinh ngày 5 tháng 3 năm 1871 tại Zamość. Bà là người con thứ năm và là con út trong một gia đình gốc Do Thái giàu có sống tại Ba Lan tại vùng bị Nga chiếm đóng. Ông nội bà là Abraham ủng hộ việc cải cách Do Thái giáo chính thống, nhưng cha bà lại cung cấp vũ khí cho quân nổi dậy Ba Lan và tổ chức gây quỹ cho Cuộc nổi dậy tháng Giêng. Róża từng nói rằng chính cha đã truyền cho bà sự quan tâm đến những ý tưởng tự do trong khi mẹ bà là một người sùng đạo và chỉ thích ngồi nhà đọc sách. Năm 1873, gia đình Luxemburg chuyển đến Warszawa. Ngoài việc nói tiếng Ba Lan và tiếng Đức ở nhà, Róża cũng học thêm tiếng Nga. Sau khi gặp vấn đề về hông và phải nằm liệt giường vào năm 5 tuổi, bà phải đi khập khiễng suốt đời. Theo thời gian, Róża dần thông thạo tiếng Nga và tiếng Pháp, nhưng tiếng Ba Lan vẫn là tiếng mẹ đẻ của bà và bà có thể sử dụng tiếng Đức như người bản xứ.

### Thời niên thiếu, tham gia chính trị, thời gian ở đại học (1871–1897)
Khi gia đình dọn lên Warszawa, từ năm 1880, bà theo học trường nữ trung học. Trường nữ trung học này rất hiếm khi nhận hồ sơ của học sinh gốc Ba Lan, và còn hiếm hơn đối với trẻ em gốc Do Thái. Học sinh trong trường chỉ được phép nói tiếng Nga. Khi học tập tại trường, bà tham gia nhóm bí mật học những tác phẩm của các nhà thơ, nhà văn Ba Lan; điều này đã chính thức bị cấm do chính sách Nga hóa chống lại người Ba Lan của Đế quốc Nga vào thời điểm đó.
Ngay từ khi còn đi học, bắt đầu từ năm 1886, bà đã tham gia vào Đảng Công nhân Ba Lan. Đảng này được thành lập vào năm 1882 và ngay năm sau đã là đảng công nhân đầu tiên tổ chức biểu tình tập thể. Nhiều người cầm đầu do đó bị xử tử và đảng bị giải tán. Một vài nhóm trong đảng này phải hoạt động bí mật, Rosa Luxemburg tham gia vào một trong những nhóm đó. Bà vượt qua kỳ thi Matura, tốt nghiệp trung học vào năm 1887 và đậu tú tài một cách xuất sắc một năm sau đó.
Đậu tú tài chưa đầy một năm, Róża bị cảnh sát Nga hoàng truy nã do hoạt động trong giai cấp vô sản; bà trốn ở nông thôn và làm gia sư riêng tại một trang viên quý tộc. Năm 1889, để thoát khỏi sự truy đuổi và nguy cơ bị bắt, bà trốn sang Thụy Sĩ qua "biên giới xanh". Tại đây, bà theo học Đại học Zürich, ngôi trường của các nhà xã hội học Anatoly Lunacharsky và Leo Jogiches. Ngôi trường này cũng chính là nơi đã dạy bà triết học, lịch sử, chính trị, kinh tế và toán học. Bà chú trọng vào Staatswissenschaft (khoa học chính trị), các cuộc khủng hoảng kinh tế và thị trường chứng khoán, và thời Trung Cổ. Vào mùa xuân năm 1897, bà chính thức bảo vệ thành công luận án tiến sĩ "Sự phát triển công nghiệp của Ba Lan" (Die Industrielle Entwicklung Polens) và được Đại học Zürich cấp bằng Tiến sĩ. Bà là một trong những phụ nữ đầu tiên trên thế giới có bằng tiến sĩ kinh tế và là phụ nữ Ba Lan đầu tiên đạt được điều này. Luận án của bà đã được Duncker và Humblot xuất bản ở Leipzig năm 1898.

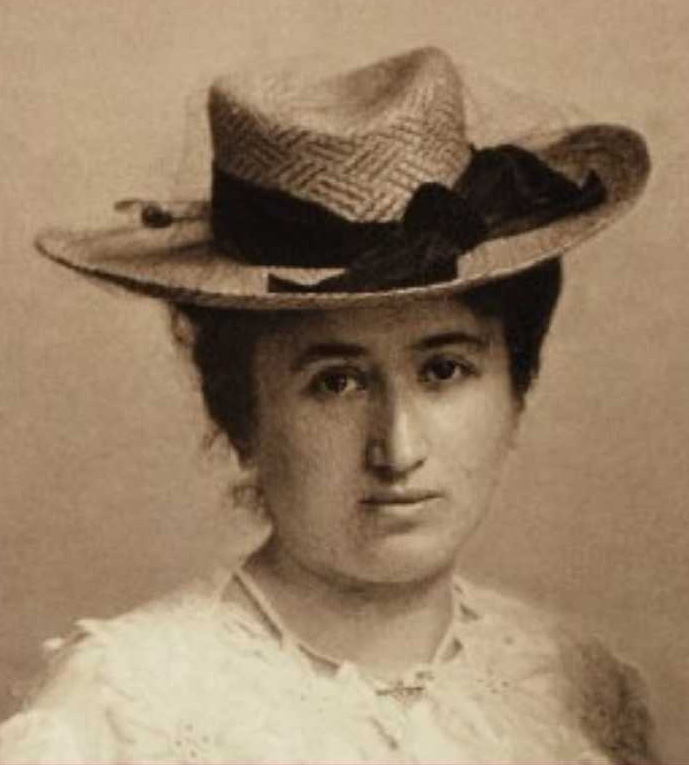
Rosa Luxemburg (năm 1895)

Năm 1893, Rosa Luxemburg cùng với Leo Jogiches và Julian Marchlewski thành lập đảng Dân chủ Xã hội Vương quốc Ba Lan (SDKP), năm 1900 đổi tên thành đảng Dân chủ Xã hội Vương quốc Ba Lan và Litva (SDKPiL), có khuynh hướng cách mạng hơn là đảng Xã hội chủ nghĩa Ba Lan đương thời (PPS). Đảng này tranh đấu cho sự độc lập của Ba Lan và muốn xây dựng một chế độ dân chủ. Rosa Luxemburg chỉ trích nặng nề tư tưởng Dân tộc này trong tờ báo tị nạn ở Paris Sprawa Robotnicza với quan điểm là Ba Lan chỉ có thể độc lập qua một cuộc cách mạng tại đế quốc Đức, tại đế quốc quân chủ Áo-Hung và đế quốc quân chủ Nga. Bởi vậy, vấn đề ưu tiên phải là đấu tranh chống lại chủ nghĩa Tư bản và Chế độ quân chủ tại khắp mọi nơi ở châu Âu. Chỉ khi nào những việc này thành công thì mới có thể thực hiện được quyền tự chủ của các dân tộc. Niềm tin này là một phần trong những tranh cãi với Vladimir Ilyich Lenin, người cho rằng phong trào giải phóng Ba Lan và các quốc gia khác là bước đầu dẫn đến Chủ nghĩa xã hội nên muốn ủng hộ nó.
Năm 1897, Rosa Luxemburg lấy bằng tiến sĩ tại Zürich với số điểm cao nhất về đề tài Sự phát triển kỹ nghệ tại Ba Lan.

### Lãnh tụ phái tả trong đảng SPD (1898–1914)

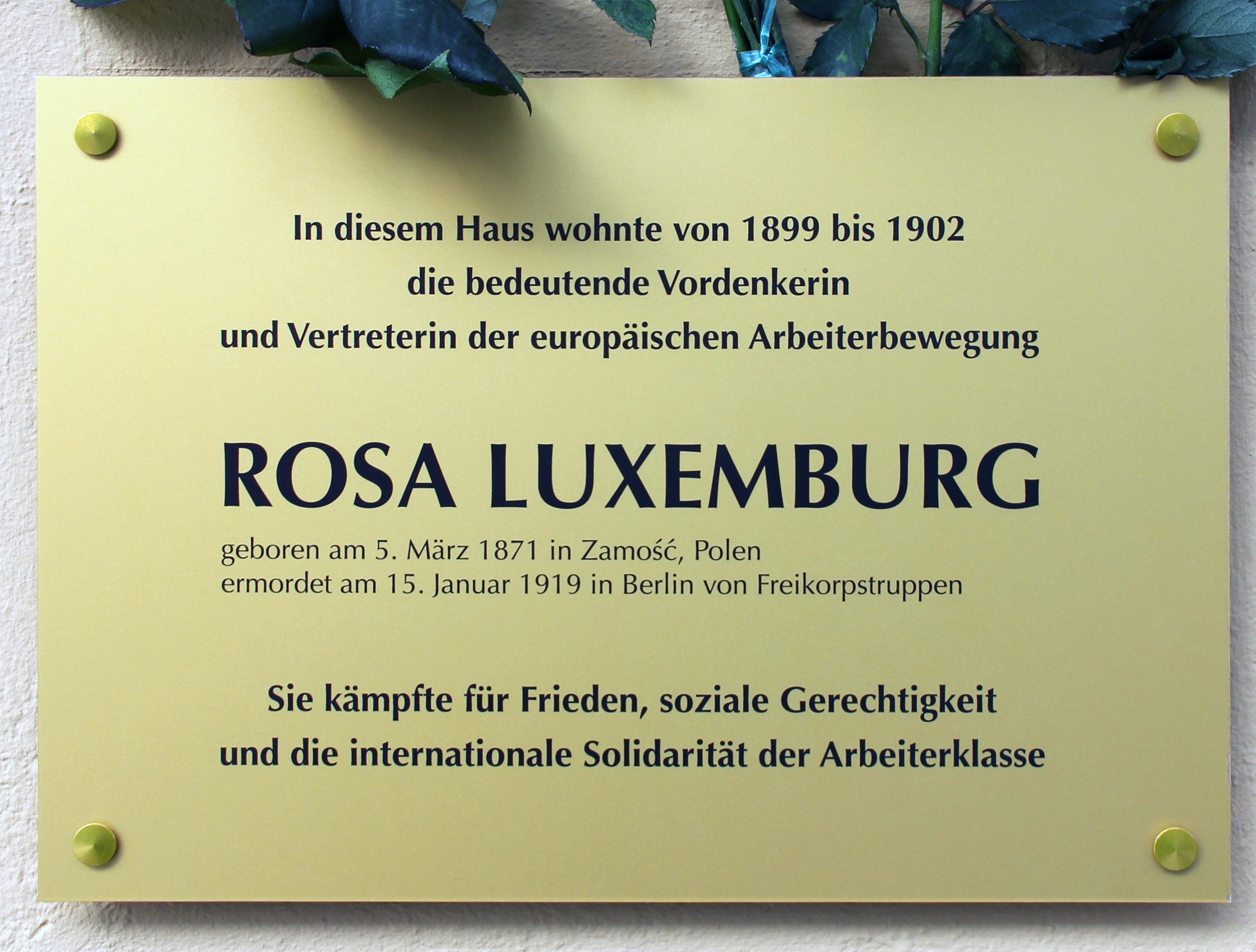
Bảng tưởng niệm tại nhà Wielandstraße 23, ở Berlin-Schöneberg

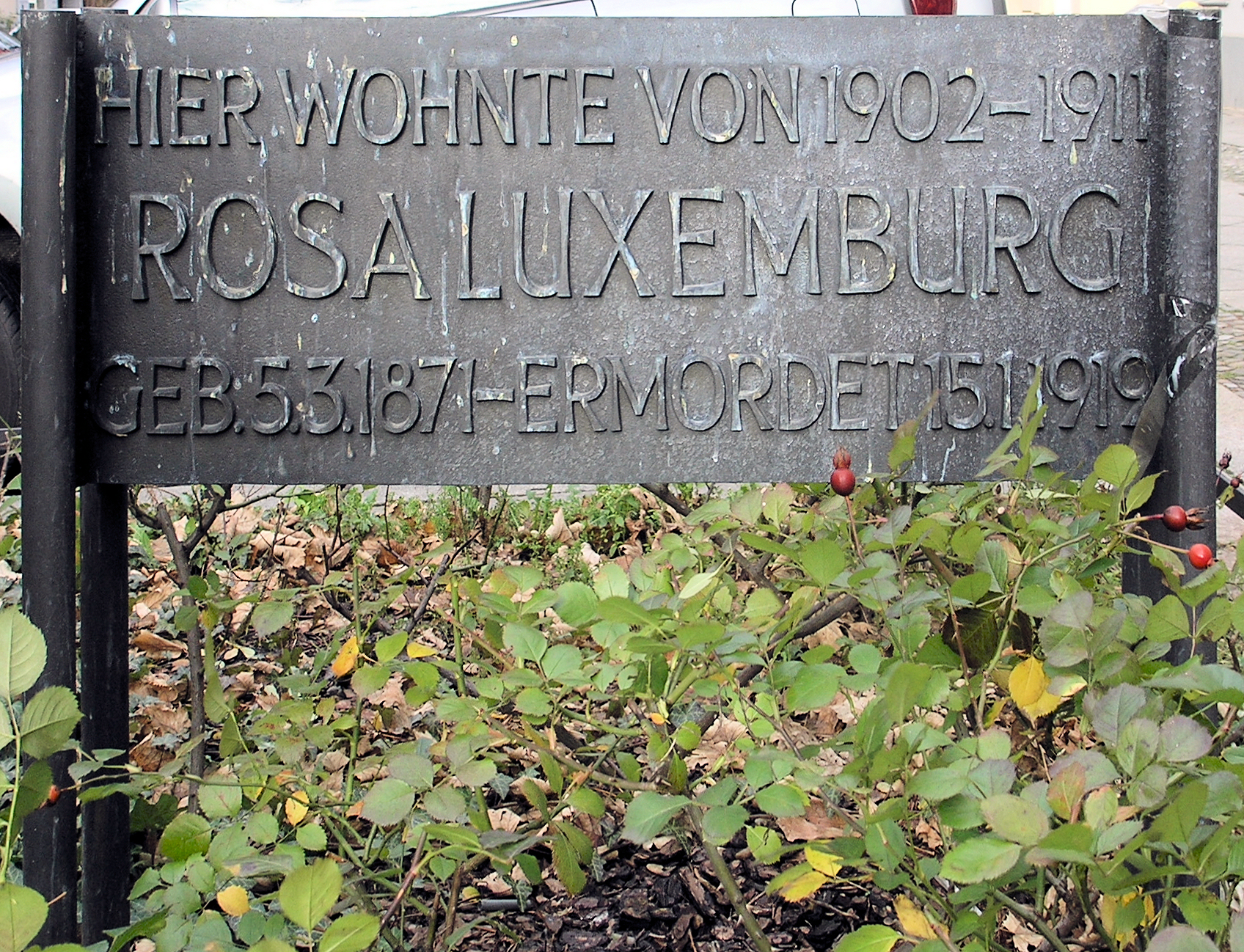
Bảng tưởng niệm trước nhà Cranachstraße 58, ở Berlin-Schöneberg

Năm 1898, Rosa Luxemburg làm đám cưới với một thợ khóa 24 tuổi tên Gustav Lübeck để có quốc tịch Đức. Bà chuyển tới Berlin và gia nhập đảng SPD, khi ấy được coi là đảng xã hội cấp tiến nhất châu Âu trong phong trào công nhân.
Rosa Luxemburg chủ trương đấu tranh giai cấp và thực hiện cách mạng vô sản. Nhờ tài ăn nói và khả năng phân tích, bà trở thành lãnh tụ nhóm khuynh tả trong Đảng Dân chủ Xã hội Đức (SPD). Với vai trò đó năm 1899, bà tham gia thảo luận về chủ nghĩa xét lại (Revisionismus). Eduard Bernstein đại diện cho quan điểm, lợi ích của nhiều phía cho rằng những cải tổ xã hội sẽ điều chỉnh chủ nghĩa tư bản đưa đến xã hội chủ nghĩa, cũng có nghĩa là thay thế cách mạng bằng tiến hóa xã hội cho nên đảng SPD có thể sử dụng phương tiện nghị trường để đạt mục tiêu của họ (đảng SPD được hoạt động trở lại vào năm 1890, sau khi bị luật Sozialistengesetz cấm từ năm 1878).
Trong khi đó, Rosa Luxemburg cho là cuộc khủng hoảng kinh tế sắp tới sẽ làm rõ ràng sự đối nghịch giữa Tư bản và Lao động, cho nên Xã hội chủ nghĩa chỉ có thể hình thành được khi giai cấp vô sản lên nắm chính quyền và thực hiện một cuộc cách mạng quan hệ sản xuất. Bà đòi loại những người xét lại ra khỏi đảng vì họ đã không còn theo đuổi mục đích ban đầu của đảng. Mặc dù những đòi hỏi này không được thực hiện, SPD dưới sự lãnh đạo của August Bebel và Karl Kautsky vẫn giữ chủ nghĩa Marx trong chương trình hoạt động của đảng. Trên thực tế, họ theo đuổi con đường cải cách xã hội và cố gắng làm tăng số đại biểu trong quốc hội.
Năm 1903, Rosa Luxemburg bị xử 2 tháng tù vị tội nhục mạ hoàng đế trong một cuộc vận động tranh cử. Năm 1905, một lần nữa bà lại bị xử 2 tháng tù vì kích động hận thù giai cấp. Sau đó, Luxemburg dạy môn Chủ nghĩa Marx và kinh tế tại trung tâm huấn luyện của đảng SPD ở Berlin. Một trong những học trò của bà là Friedrich Ebert, người về sau trở thành lãnh tụ SPD và là Tổng thống đầu tiên của nền Cộng hòa Weimar. Năm 1912, bà đại diện cho đảng SPD tại hội nghị xã hội chủ nghĩa Âu châu. Cùng với nhà xã hội Pháp Jean Jaures, bà kêu gọi các đảng Xã hội Âu châu hãy tổ chức một cuộc tổng đình công khi chiến tranh xảy ra. Nhưng vào năm 1914, khi bạo động và chiến tranh xảy ra tại Balkan, không có tổng đình công và đa số đảng viên SPD đã ủng hộ chiến tranh.

### Từ Chiến tranh thế giới thứ nhất cho tới khi qua đời
Sau khi đảng Dân chủ Xã hội ủng hộ Đức tham chiến Chiến tranh thế giới thứ nhất, bà cùng với Karl Liebknecht đã đồng thành lập Liên đoàn Spartakus (tiếng Đức: Spartakusbund) về sau trở thành Đảng Cộng sản của nước Đức. Liên đoàn Spartakus tham gia trong cuộc cách mạng Berlin tháng 1 năm 1919. Tuy nhiên Luxemburg chủ trương không sử dụng bạo lực cướp chính quyền. Cuộc nổi dậy này bị Tổng thống Cộng hòa Weimar Friedrich Ebert ra lệnh cho Freikorps (một lực lượng dân quân phe cánh hữu) đàn áp và dập tắt. Luxemburg và hàng trăm nhà cánh mạng cánh tả bị bắt, tra tấn và giết hại. Sau khi qua đời, Rosa Luxemburg và Karl Liebknecht đã trở thành biểu tượng của những thành viên đảng dân chủ xã hội và những người theo chủ nghĩa Marx.

## Quan điểm về cuộc Cách mạng tháng Mười tại Nga
Trong bài viết về cuộc Cách mạng tại Nga (Die Revolution in Russland), Rosa Luxemburg hoan nghênh nỗ lực cách mạng của Lenin, để giải tán Duma (Quốc hội). Tuy nhiên, bà chỉ trích nhóm Bolshevik đã loại trừ mọi sự kiểm soát của quốc hội. Bà đã nhận ra rằng Lenin không những chỉ tiêu diệt các đảng phái khác, mà còn bắt đầu đè bẹp nền dân chủ trong đảng của mình, loại trừ những người có ý kiến khác, và như vậy theo bà, đe dọa sự góp phần thiết yếu cũng như sự lãnh đạo của giới công nhân trong công cuộc xây dựng Xã hội chủ nghĩa:
| “ | Tự do chỉ cho những người theo chính quyền, chỉ cho các đảng viên của một đảng - cho dù là số đảng viên đó có nhiều bao nhiêu đi nữa - không phải là tự do thật sự. Tự do luôn luôn là tự do của kẻ bất đồng chính kiến. Không phải vì công bằng một cách mù quáng, mà vì hiệu quả của tự do chính trị: mang lại sinh khí mới, hàn gắn và làm trong sạch. Những điều này sẽ không có, khi tự do chỉ là một đặc ân. | ” |

Tuy nhiên nhà sử học Heinrich August Winkler nhấn mạnh, khi nói tới tự do của những người bất đồng chính kiến, bà Luxemburg không nghĩ tới "những kẻ thù của Giai cấp công nông" hay "những kẻ phản lại Giai cấp công nhân". Bà không có cái nhìn của một người dân chủ cấp tiến, mà chỉ là cái nhìn đa chiều trong xã hội chủ nghĩa.

## Trong văn học và văn hóa đại chúng

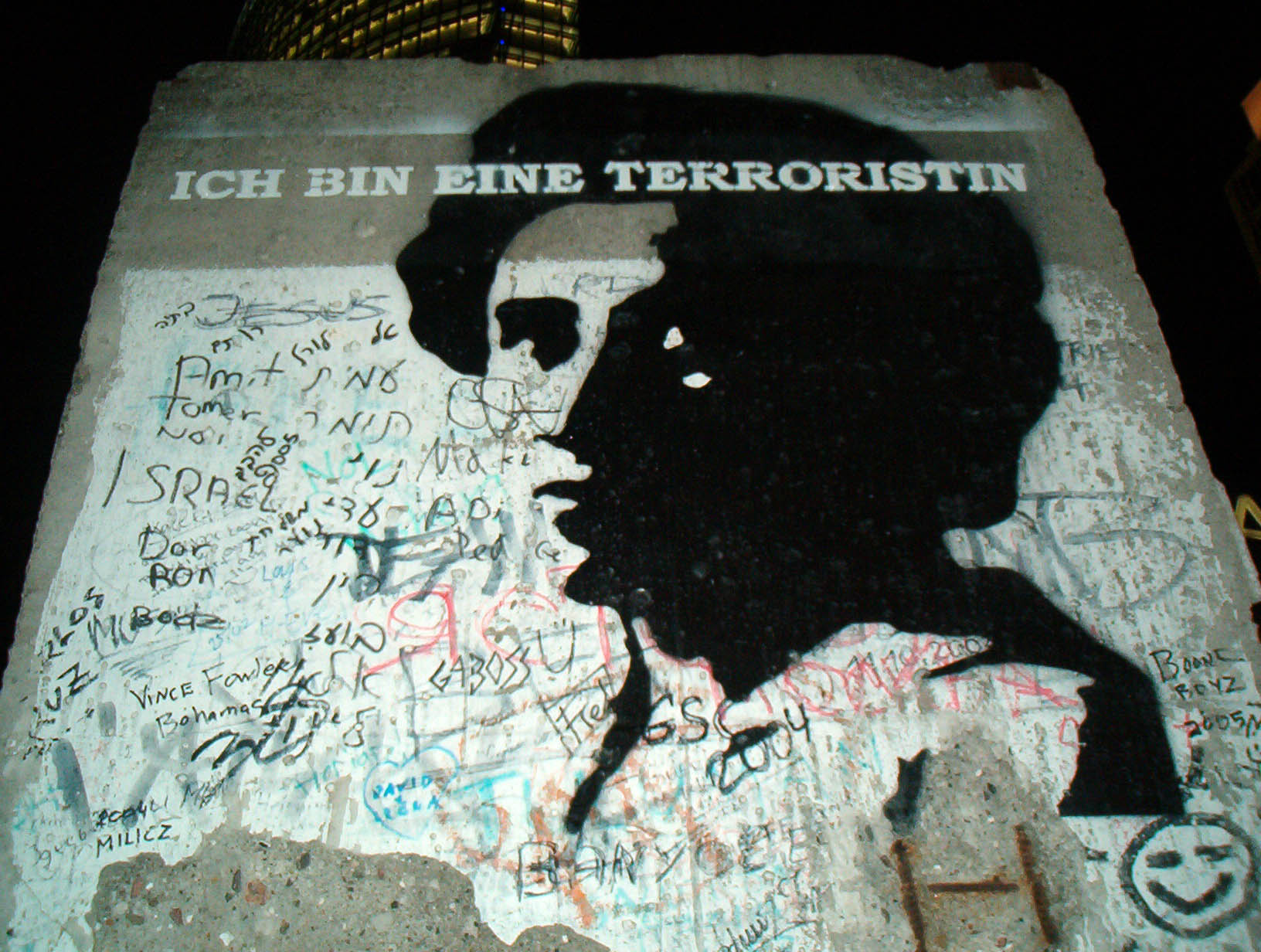
Stencil graffiti của Rosa Luxemburg trên một phần của Bức tường Berlin được trưng bày tại Potsdamer Platz ở Berlin với tiêu đề "Tôi là một kẻ khủng bố"

Với tư cách nhà nữ quyền tiên phong và hy sinh vì lí tưởng, Rosa Luxemburg đã trở thành một nhân vật mang tính biểu tượng khi có tầm ảnh hưởng nhất định trong việc phát triển các lý thuyết của tư tưởng nhân văn Marxist, và được tôn vinh trong nhiều tác phẩm đại chúng.  Tại Đông Đức cũ và Đông Berlin, chính quyền cộng sản đã đặt tên nhiều địa danh theo tên bà, trong đó có Quảng trường Rosa Luxemburg và Đường Rosa Luxemburg vẫn còn tồn tại.
- Bài thơ "Rosa Luxemburg" của nhà văn Bulgaria Hristo Smirnenski được viết vào năm 1923 để tưởng nhớ Luxemburg.[25]
- Bộ phim Rosa Luxemburg (1986)[26][27][28][29] do Margarethe von Trotta đạo diễn và có sự tham gia của Barbara Sukowa trong vai Luxemburg đã đoạt giải Nữ diễn viên chính xuất sắc nhất tại Liên hoan phim Cannes 1986.
- Năm 1992, họa sĩ người Québec Jean-Paul Riopelle đã tạo ra một bức bích họa gồm ba mươi bức tranh có tựa đề Tribute to Rosa Luxemburg.[30][31] Hiện bức tranh này được trưng bày thường xuyên tại Bảo tàng Mỹ thuật Quốc gia ở Thành phố Quebec.
- Luxemburg ảnh hưởng đến cuộc đời của một số nhân vật trong tiểu thuyết lịch sử Europe Central xuất bản năm 2005 của William T. Vollmann.[32]
- Nhân vật nữ chính trong tiểu thuyết Burger's Daughter (1979) của Nadine Gordimer được đặt tên là Rosa Burger để tỏ lòng kính trọng với Luxemburg.[33]
- Một bài hát trong album Morskaya năm 1997 của ban nhạc rock Nga Mumiy Troll có tựa đề để vinh danh bà.[34]
- Luxemburg xuất hiện trong nhiều tiểu thuyết như Karl and Rosa của Alfred Döblin,[35] Time and Time Again của Ben Elton.[36]
- Red Rosa là một tiểu thuyết đồ họa của Kate Evans.[37]
- Trong bài hát Strange Time To Bloom được viết bởi Nancy Kerr thuộc album Melrose Quartet 2019 The Rudolph Variations đã có câu "For Rosa Luxemburg, March 1871 – January 1919".[38]
- Tạp chí nữ quyền Lux bắt đầu xuất bản vào năm 2020, tự nhận được đặt tên theo Rosa Luxemburg và mô tả bà là "một trong những bộ óc sáng tạo nhất để làm lại truyền thống xã hội chủ nghĩa."[39]

### Tiếng Việt
- Nguyễn Hồng Đức & Hoàng Thị Thúy An (tháng 1 năm 2022). "Quan điểm của Rosa Luxembourg về chuyên chính vô sản với việc thực hiện dân chủ xã hội chủ nghĩa" (PDF). Triết học. Quyển 1 số 368. tr. 78–84. ISSN 0866-7632. Truy cập ngày 14 tháng 10 năm 2023.[liên kết hỏng]

### Tiếng Anh

#### Sách chuyên khảo
- Bronner, Stephen E. (2019). The Letters Of Rosa Luxemburg [Các bức thư của Rosa Luxemburg]. Anh: Taylor & Francis. ISBN 1000302962.
- Brie, Michael & Schütrumpf, Jörn (2021). Rosa Luxemburg: A Revolutionary Marxist at the Limits of Marxism [Rosa Luxemburg: Một nhà Marxist cách mạng tại giới hạn của chủ nghĩa Marx]. Đức: Springer International Publishing. ISBN 303067486X.
- Frölich, Paul (2010). Rosa Luxemburg. Anh: Haymarket. ISBN 1608460746.
- Geras, Norman (2015). The Legacy of Rosa Luxemburg [Di sản của Rosa Luxemburg]. Anh: Verso. ISBN 1781688729.
- Gietinger, Klaus (2019). The Murder of Rosa Luxemburg [Vụ giết hại Rosa Luxemburg]. Loren Balhorn biên dịch. Anh: Verso Books. ISBN 1788734467.
- Kowalik, Tadeusz (2014). Rosa Luxemburg: Theory of Accumulation and Imperialism [Rosa Luxemburg: Lý thuyết tích lũy tư bản và chủ nghĩa đế quốc]. Jan Toporowski & Hanna Szymborska biên dịch. Anh: Palgrave Macmillan. ISBN 1137428341.
- Le Blanc, Paul (2020). The Living Flame: The Revolutionary Passion of Rosa Luxemburg [Ngọn lửa sống: Nhiệt huyết cách mạng của Rosa Luxemburg]. Hoa Kỳ: Haymarket Books. ISBN 1642590908.
- Mills, Dana (2020). Rosa Luxemburg. Anh: Reaktion Books. ISBN 1789143284.
- Nettl, J. P. (2019). Rosa Luxemburg. Anh: Verso Books. ISBN 1788731670.
- O'Kane, Rosemary H. T. (2014). Rosa Luxemburg in Action: For Revolution and Democracy [Rosa Luxemburg hành động: Vì cách mạng và dân chủ]. Anh: Taylor & Francis. ISBN 1317693361.
- Schulman, Jason (2013). Rosa Luxemburg: Her Life and Legacy [Rosa Luxemburg: Cuộc đời và di sản của bà]. Anh: Palgrave Macmillan. ISBN 113734332X.

#### Tuyển tập
- Nhiều tác giả (2021). Drucilla Cornell & Jane Anna Gordon (biên tập). Creolizing Rosa Luxemburg [Creole hóa Rosa Luxemburg]. Anh: Rowman & Littlefield Publishers. ISBN 178661443X.
- Nhiều tác giả (2016). Frieder Otto Wolf & Judith Dellheim (biên tập). Rosa Luxemburg: A Permanent Challenge for Political Economy: On the History and the Present of Luxemburg's 'Accumulation of Capital' [Rosa Luxemburg: Một thách thức thường trực đối với kinh tế chính trị: Về lịch sử và hiện tại của 'Tích lũy tư bản' của Luxemburg]. Anh: Palgrave Macmillan UK. ISBN 1137601086.
- Nhiều tác giả (2013). Ewa Karwowski; Jan Toporowski; Riccardo Bellofiore (biên tập). The Legacy of Rosa Luxemburg, Oskar Lange and Michał Kalecki [Di sản về Rosa Luxemburg, Oskar Lange và Michał Kalecki]. Anh: Palgrave Macmillan. ISBN 1137335602.
- Nhiều tác giả (2009). Riccardo Bellofiore (biên tập). Rosa Luxemburg and the Critique of Political Economy [Rosa Luxemburg và sự phê phán kinh tế chính trị]. Anh: Taylor & Francis. ISBN 1134135076.